# Македония на летних Олимпийских играх 2000
Республика Македония принимала участие в Летних Олимпийских играх 2000 года в Сиднее (Австралия) во второй раз за свою историю, и завоевала одну бронзовую медаль.

## 03!Бронза
- Борьба, мужчины — Магомед Ибрагимов.

## Состав олимпийской сборной Македонии

### Плавание
Спортсменов — 2
В следующий раунд на каждой дистанции проходили лучшие спортсмены по времени, независимо от места занятого в своём заплыве.
Женщины
| Спортсменка      | Соревнование         | Предварительные заплывы | Предварительные заплывы | Полуфиналы | Полуфиналы | Финал     | Финал     |
| Спортсменка      | Соревнование         | Результат               | Место                   | Результат  | Место      | Результат | Место     |
| ---------------- | -------------------- | ----------------------- | ----------------------- | ---------- | ---------- | --------- | --------- |
| Весна Стояновска | 400 м вольным стилем | 4:16,69                 | 31                      |            |            | Не прошла | Не прошла |
| Мирьяна Босевска | 400 м комплекс       | 4:48,08                 | 17                      |            |            | Не прошла | Не прошла |

### Стрельба
Спортсменов — 1
После квалификации лучшие спортсмены по очкам проходили в финал, где продолжали с очками, набранными в квалификации. В некоторых дисциплинах квалификация не проводилась. Там спортсмены выявляли сильнейшего в один раунд.
Женщины
| Спортсмен   | Соревнование   | Квалификация | Место | Финал     | Место     | Всего | Место |
| ----------- | -------------- | ------------ | ----- | --------- | --------- | ----- | ----- |
| Дивна Пешич | Винтовка, 10 м | 384          | 44    | Не прошла | Не прошла | 384   | 44    |